# العلاقات النيجرية القطرية
العلاقات النيجرية القطرية هي العلاقات الثنائية التي تجمع بين النيجر وقطر.

## مقارنة بين البلدين
هذه مقارنة عامة ومرجعية للدولتين:
| وجه المقارنة                                              | النيجر          | قطر           |
| --------------------------------------------------------- | --------------- | ------------- |
| المساحة (كم2)                                             | 1.27 مليون      | 11.44 ألف     |
| عدد السكان (نسمة)                                         | 21.48 مليون     | 2.64 مليون    |
| الكثافة السكانية (ن./كم²)                                 | 16.91           | 230.77        |
| العاصمة                                                   | نيامي           | الدوحة        |
| اللغة الرسمية                                             | لغة فرنسية      | اللغة العربية |
| العملة                                                    | فرنك غرب أفريقي | ريال قطري     |
| الناتج المحلي الإجمالي (بليون دولار)                      | 8.12 مليار      | 167.61 مليار  |
| الناتج المحلي الإجمالي (تعادل القوة الشرائية) بليون دولار | 19.01 مليار     | 316.40 مليار  |
| الناتج المحلي الإجمالي الاسمي للفرد دولار أمريكي          | 358             | 73.65 ألف     |
| الناتج المحلي الإجمالي للفرد دولار أمريكي                 | 938             | 141.54 ألف    |
| مؤشر التنمية البشرية                                      | 0.348           | 0.850         |
| رمز المكالمات الدولي                                      | +227            | +974          |
| رمز الإنترنت                                              | .ne             | .qa           |
| المنطقة الزمنية                                           | ت ع م+01:00     | ت ع م+03:00   |

## منظمات دولية مشتركة
يشترك البلدان في عضوية مجموعة من المنظمات الدولية، منها:
| علم المنظمة | اسم المنظمة                               | تاريخ انضمام النيجر | تاريخ انضمام قطر |
| ----------- | ----------------------------------------- | ------------------- | ---------------- |
|             | يونسكو                                    | 10 نوفمبر 1960      | 27 يناير 1972    |
|             | وكالة ضمان الاستثمار متعدد الأطراف        | 10 مايو 2012        | 22 أكتوبر 1996   |
|             | الأمم المتحدة                             | 20 سبتمبر 1960      | 21 سبتمبر 1971   |
|             | الاتحاد البريدي العالمي                   | ?                   | ?                |
|             | البنك الدولي للإنشاء والتعمير             | 24 أبريل 1963       | 25 سبتمبر 1972   |
|             | منظمة التعاون الإسلامي                    | ?                   | ?                |
|             | منظمة حظر الأسلحة الكيميائية              | ?                   | ?                |
|             | الاتحاد الدولي للاتصالات                  | 14 نوفمبر 1960      | 27 مارس 1973     |
|             | مؤسسة التمويل الدولية                     | 7 يناير 1980        | 11 أكتوبر 2008   |
|             | المركز الدولي لتسوية المنازعات الاستشارية | 14 ديسمبر 1966      | 20 يناير 2011    |
|             | منظمة التجارة العالمية                    | ?                   | ?                |
|             | منظمة الشرطة الجنائية الدولية             | ?                   | ?                |

## وصلات خارجية
- موقع وزارة الخارجية القطرية